# Armageddon (Between You & Me)
Armageddon è il secondo album in studio del gruppo musicale australiano Between You & Me, pubblicato il 19 novembre 2021.

## Tracce
1. Pleased to Meet You – 3:06
2. Deadbeat – 2:42
3. Butterflies – 3:09
4. Change – 3:15
5. Goldfish – 2:40
6. Supervillain – 2:35
7. Real World – 2:46
8. Better Days – 3:34
9. Go to Hell (feat. Yours Truly) – 3:07
10. Armageddon – 4:46

Durata totale: 31:40

## Formazione
- Jake Wilson – voce
- Chris Bowerman – chitarra
- Jai Gibson – chitarra
- James Karagiozis – basso
- Jamey Bowerman – batteria